# Lista campionilor mondiali la ciclism, urmărire

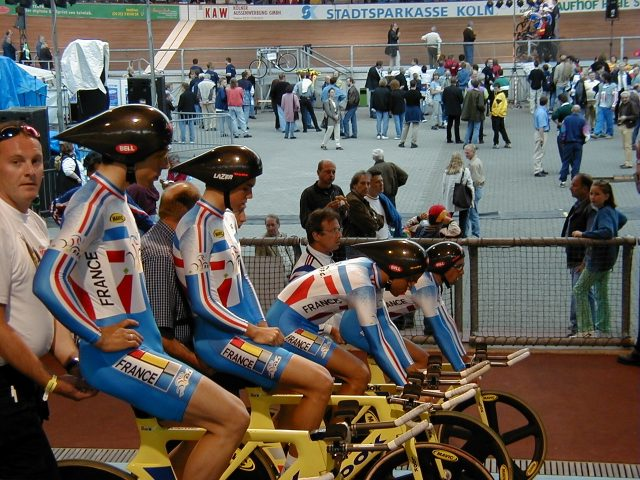
Cicliști francezi în stadionul din Köln

Ciclismul, urmărire este o probă la campionatul mondial de ciclism pe velodrom. Este o probă care constă prin concursul direct a doi cicliști pe o distanță de 4000 m, la bărbați și 3000 m la femei.

## Medaliați

### Bărbați
| Olimpiada | Aur                 | Argint             | Bronz                  |
| --------- | ------------------- | ------------------ | ---------------------- |
| 1946      | Gerrit Peters       | Roger Piel         | Arne-Werner Pedersen   |
| 1947      | Fausto Coppi        | Antonio Bevilacqua | Hugo Koblet            |
| 1948      | Gerrit Schulte      | Fausto Coppi       | Antonio Bevilacqua     |
| 1949      | Fausto Coppi        | Lucien Gillen      | Wim Van Est            |
| 1950      | Antonio Bevilacqua  | Wim Van Est        | Paul Matteoli          |
| 1951      | Antonio Bevilacqua  | Hugo Koblet        | Kay-Werner Nielsen     |
| 1952      | Sydney Patterson    | Antonio Bevilacqua | Lucien Gillen          |
| 1953      | Sydney Patterson    | Kay-Werner Nielsen | Antonio Bevilacqua     |
| 1954      | Guido Messina       | Hugo Koblet        | Lucien Gillen          |
| 1955      | Guido Messina       | René Strehler      | Wim Van Est            |
| 1956      | Guido Messina       | Jacques Anquetil   | Kay-Werner Nielsen     |
| 1957      | Roger Rivière       | Albert Bouvet      | Guido Messina          |
| 1958      | Roger Rivière       | Leandro Faggin     | Franco Gandini         |
| 1959      | Roger Rivière       | Albert Bouvet      | Jean Brankart          |
| 1960      | Rudi Altig          | Willy Trepp        | Ercole Baldini         |
| 1961      | Rudi Altig          | Willy Trepp        | Leandro Faggin         |
| 1962      | Henk Nijdam         | Leandro Faggin     | Peter Post             |
| 1963      | Leandro Faggin      | Peter Post         | Henk Nijdam            |
| 1964      | Ferdi Bracke        | Leandro Faggin     | Ercole Baldini         |
| 1965      | Leandro Faggin      | Ferdi Bracke       | Dieter Kemper          |
| 1966      | Leandro Faggin      | Ferdi Bracke       | Dieter Kemper          |
| 1967      | Tiemen Groen        | Hugh Porter        | Leandro Faggin         |
| 1968      | Hugh Porter         | Ole Ritter         | Leandro Faggin         |
| 1969      | Ferdi Bracke        | Hugh Porter        | Peter Post             |
| 1970      | Hugh Porter         | Lorenzo Bosisio    | Charly Grosskost       |
| 1971      | Dirk Baert          | Charly Grosskost   | Hugh Porter            |
| 1972      | Hugh Porter         | Ferdi Bracke       | Dirk Baert             |
| 1973      | Hugh Porter         | René Pijnen        | Ferdinand Bracke       |
| 1974      | Roy Schuiten        | Ferdinand Bracke   | René Pijnen            |
| 1975      | Roy Schuiten        | Knut Knudsen       | Dirk Baert             |
| 1976      | Francesco Moser     | Roy Schuiten       | Knut Knudsen           |
| 1977      | Gregor Braun        | Knut Knudsen       | Steve Heffernan        |
| 1978      | Gregor Braun        | Roy Schuiten       | Jean-Luc Vandenbroucke |
| 1979      | Bert Oosterbosch    | Francesco Moser    | Herman Ponsteen        |
| 1980      | Tony Doyle          | Herman Ponsteen    | Hans-Henrik Ørsted     |
| 1981      | Alain Bondue        | Hans-Henrik Ørsted | Bert Oosterbosch       |
| 1982      | Alain Bondue        | Hans-Henrik Ørsted | Maurizio Bidinost      |
| 1983      | Steele Bishop       | Robert Dill-Bundi  | Hans-Henrik Ørsted     |
| 1984      | Hans-Henrik Ørsted  | Tony Doyle         | Jean-Luc Vandenbroucke |
| 1985      | Hans-Henrik Ørsted  | Tony Doyle         | Gregor Braun           |
| 1986      | Tony Doyle          | Hans-Henrik Ørsted | Jesper Worre           |
| 1987      | Hans-Hendrik Ørsted | Jesper Worre       | Tony Doyle             |
| 1988      | Lech Piasecki       | Tony Doyle         | Jesper Worre           |
| 1989      | Colin Sturgess      | Dean Woods         | Régis Clère            |
| 1990      | Jewgeni Berzin      | Francis Moreau     | Armand De Las Cuevas   |
| 1991      | Francis Moreau      | Shawn Wallace      | Colin Sturgess         |
| 1992      | Mike McCarthy       | Shawn Wallace      | Arturas Kasputis       |
| 1993      | Graeme Obree        | Philippe Ermenault | Chris Boardman         |
| 1994      | Chris Boardman      | Francis Moreau     | Jens Lehmann           |
| 1995      | Graeme Obree        | Andrea Collinelli  | Stuart O'Grady         |
| 1996      | Chris Boardman      | Andrea Collinelli  | Francis Moreau         |
| 1997      | Philippe Ermenault  | Alexei Markov      | Andrea Collinelli      |
| 1998      | Philippe Ermenault  | Francis Moreau     | Robert Bartko          |
| 1999      | Robert Bartko       | Jens Lehmann       | Mauro Trentini         |
| 2000      | Jens Lehmann        | Stefan Steinweg    | Robert Hayles          |
| 2001      | Alexander Symonenko | Jens Lehmann       | Stefan Steinweg        |
| 2002      | Bradley McGee       | Luke Roberts       | Jens Lehmann           |
| 2003      | Bradley Wiggins     | Luke Roberts       | Sergio Escobar         |
| 2004      | Sergi Escobar       | Robert Hayles      | Robert Bartko          |
| 2005      | Robert Bartko       | Sergi Escobar      | Levi Heimans           |
| 2006      | Robert Bartko       | Jens Mouris        | Paul Manning           |
| 2007      | Bradley Wiggins     | Robert Bartko      | Sergi Escobar          |
| 2008      | Bradley Wiggins     | Jenning Huizinga   | Alexei Markow          |
| 2009      | Taylor Phinney      | Jack Bobridge      | Dominique Cornu        |
| 2010      | Taylor Phinney      | Jesse Sergent      | Jack Bobridge          |

### Femei
| Olimpiada | Aur                           | Argint                        | Bronz                  |
| --------- | ----------------------------- | ----------------------------- | ---------------------- |
| 1958      | Ludmilla Kotchetova           | Stella Bail                   | Kathleen Ray           |
| 1959      | Beryl Burton                  | Elsa Jacobs                   | Lyubov Kozhetova       |
| 1960      | Beryl Burton                  | Marie-Therese Naessens        | Lyubov Zhogina         |
| 1961      | Yvonne Reynders               | Beryl Burton                  | Marie-Therese Naessens |
| 1962      | Beryl Burton                  | Yvonne Reynders               | Lidiya Tichomirova     |
| 1963      | Beryl Burton                  | Yvonne Reynders               | Lyubov Kozhetova       |
| 1964      | Yvonne Reynders               | Beryl Burton                  | Aino Puronen           |
| 1965      | Yvonne Reynders               | Hannelore Mattig              | Aino Puronen           |
| 1966      | Beryl Burton                  | Yvonne Reynders               | Beryl Burton           |
| 1967      | Tamara Garkuchina             | Raisa Obodovskaya             | Beryl Burton           |
| 1968      | Raisa Obodovskaya             | Beryl Burton                  | Keetie van Oosten-Hage |
| 1969      | Raisa Obodovskaya             | Tamara Garkuchina             | Keetie van Oosten-Hage |
| 1970      | Tamara Garkuchina             | Raisa Obodovskaya             | Keetie van Oosten-Hage |
| 1971      | Tamara Garkuchina             | Keetie van Oosten-Hage        | Iva Zajicková          |
| 1972      | Tamara Garkuchina             | Keetie van Oosten-Hage        | Lyubov Sadoroynaya     |
| 1973      | Tamara Garkuchina             | Keetie van Oosten-Hage        | Beryl Burton           |
| 1974      | Tamara Garkuchina             | Martina Smirnova              | Keetie van Oosten-Hage |
| 1975      | Keetie van Oosten-Hage        | Mary Jane Reoch               | Beryl Burton           |
| 1976      | Keetie van Oosten-Hage        | Liugina Bissoli               | Mary Jane Reoch        |
| 1977      | Vera Kuznezova                | Anne Riemersma                | Karen Strong           |
| 1978      | Keetie van Oosten-Hage        | Anne Riemersma                | Liugina Bissoli        |
| 1979      | Keetie van Oosten-Hage        | Anne Riemersma                | Liugina Bissoli        |
| 1980      | Nadezhda Kibardina            | Karen Strong                  | Petra de Bruin         |
| 1981      | Nadezhda Kibardina            | Tamara Polyakova              | Jeannie Longo          |
| 1982      | Rebecca Twigg                 | Connie Carpenter              | Jeannie Longo          |
| 1983      | Connie Carpenter              | Cynthia Olavarri              | Jeannie Longo          |
| 1984      | Rebecca Twigg                 | Jeannie Longo                 | Rossela Galbiati       |
| 1985      | Rebecca Twigg                 | Jeannie Longo                 | Margaret Maas          |
| 1986      | Jeannie Longo                 | Rebecca Twigg                 | Barbara Ganz           |
| 1987      | Rebecca Twigg                 | Jeannie Longo                 | Mindee Mayfield        |
| 1988      | Jeannie Longo                 | Barbara Ganz                  | Mindee Mayfield        |
| 1989      | Jeannie Longo                 | Petra Rossner                 | Barbara Ganz           |
| 1990      | Leontien van Moorsel          | Janie Eickhoff                | Barbara Ganz           |
| 1991      | Petra Rossner                 | Janie Eickhoff                | Marion Clignet         |
| 1993      | Rebecca Twigg                 | Marion Clignet                | Janie Eickhoff         |
| 1994      | Marion Clignet                | Svetlana Samochvalova         | Janie Eickhoff         |
| 1995      | Rebecca Twigg                 | Antonella Bellutti            | Mai Britt Vaaland      |
| 1996      | Marion Clignet                | Lucy Tyler-Sharman            | Francis Moreau         |
| 1997      | Judith Arndt                  | Natalya Karimova              | Yvonne McGregor        |
| 1998      | Lucy Tyler-Sharman            | Leontien Zijlaard-van Moorsel | Judith Arndt           |
| 1999      | Marion Clignet                | Judith Arndt                  | Rasa Mazeikyte         |
| 2000      | Yvonne McGregor               | Judith Arndt                  | Yelena Chalykh         |
| 2001      | Leontien Zijlaard-van Moorsel | Olga Sljussarewa              | Yelena Chalykh         |
| 2002      | Leontien Zijlaard-van Moorsel | Olga Sljussarewa              | Katherine Bates        |
| 2003      | Leontien Zijlaard-van Moorsel | Katie Mactier                 | Olga Sljussarewa       |
| 2004      | Sarah Ulmer                   | Katie Mactier                 | Yelena Chalykh         |
| 2005      | Katie Mactier                 | Katherine Bates               | Karin Thürig           |
| 2006      | Sarah Hammer                  | Olga Sljussarewa              | Katie Mactier          |
| 2007      | Sarah Hammer                  | Rebecca Romero                | Katie Mactier          |
| 2008      | Rebecca Romero                | Sarah Hammer                  | Katie Mactier          |
| 2009      | Alison Shanks                 | Wendy Houvenaghel             | Vilija Sereikaitė      |
| 2010      | Sarah Hammer                  | Wendy Houvenaghel             | Vilija Sereikaitė      |